# Wina bułgarskie
Wina bułgarskie są w większości (85%) przeznaczone na eksport. W 2011 produkcję wina szacowano na 1,3 mln hl, z czego dwie trzecie stanowiły wina czerwone. W 2004 spożycie wina na osobę wynosiło w Bułgarii 17,2 l, co stawiało kraj na 23. miejscu na świecie. Powierzchnia winnic wynosiła wówczas 97 tys. ha, do których należy doliczyć ok. 35 tys. ha leżących odłogiem. 
W 2023 roku Bułgaria wyeksportowała wino o wartości 29 milionów dolarów amerykańskich; głównym ich odbiorcą była Polska.

## Historia

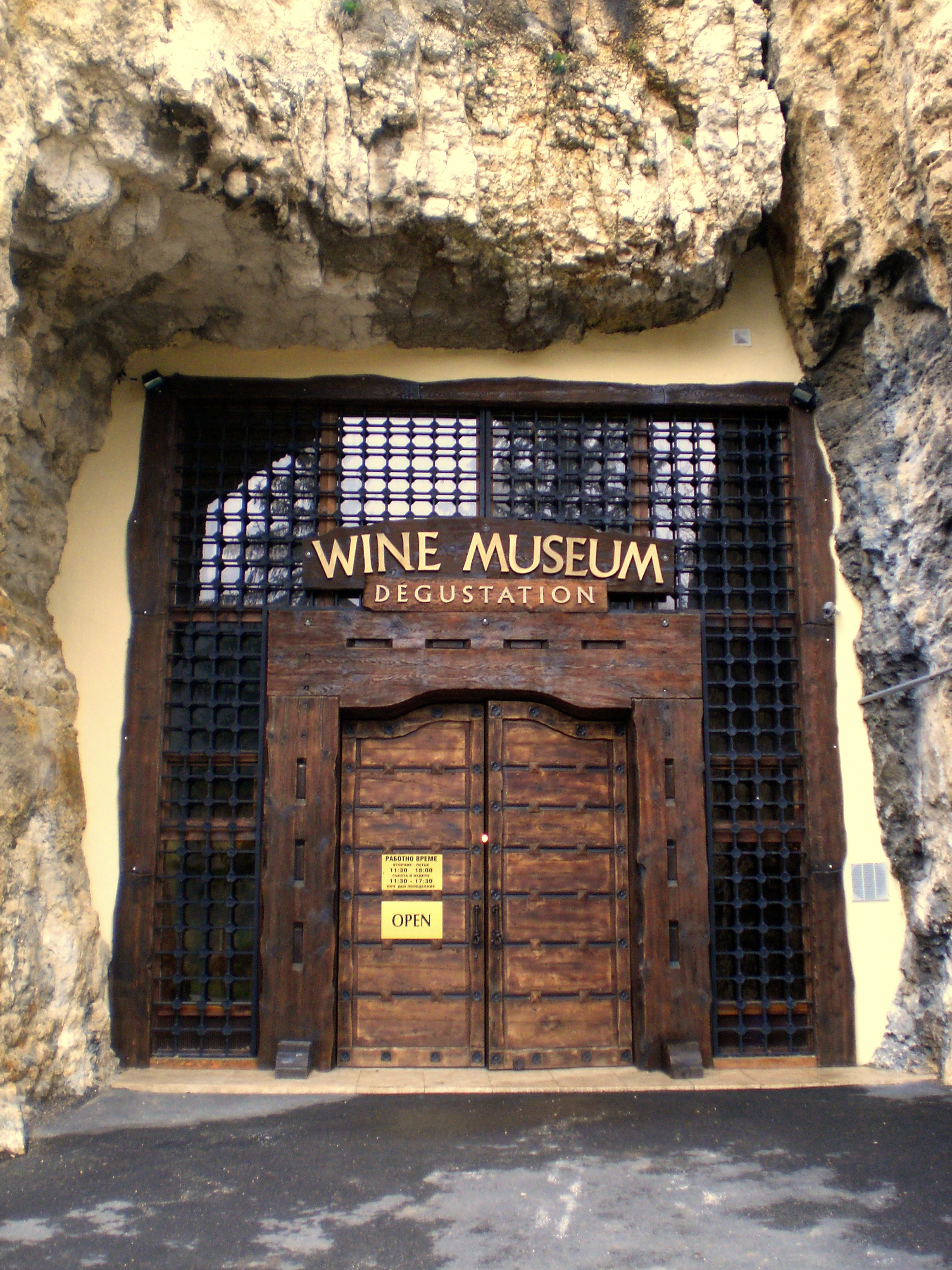
Muzeum Wina w Plewenie

Przypuszcza się, że pierwsze uprawy winorośli na terenie Bułgarii założono ok. 1000 r. p.n.e.. Produkcja wina zamarła w czasach panowania osmańskiego (1396-1878), kiedy obowiązywał muzułmański zakaz spożywania napojów alkoholowych. Ożywienie winiarstwa nastąpiło po I wojnie światowej.
W 1944 dokonano kolektywizacji winnic. W okresie, gdy Bułgaria znajdowała się w bloku komunistycznym, wytwórcy skupiali się na produkcji wina na eksport, do Związku Radzieckiego i na Zachód, w celu pozyskania dewiz. Szczególnie popularne były wina produkowane ze szczepu cabernet sauvignon. Wina bułgarskie zdobywały rynek ze względu na dobry stosunek ceny do jakości. Jednym z inicjatorów eksportu do krajów kapitalistycznych był koncern PepsiCo, który w zamian za wino dostarczał do Bułgarii pepsi.
Od lat 80. XX w. przemysł winiarski zaczął podupadać. Jedną z przyczyn była kampania skierowana przeciw spożywaniu alkoholu prowadzona w ZSRR za czasów Michaiła Gorbaczowa, która przyniosła załamanie eksportu na tradycyjny rynek zbytu, jakim był Związek Radziecki. Reprywatyzacja winnic utrudniła wytwórniom winiarskim pozyskanie dobrego surowca, a małym producentom często brakowało doświadczenia. Jeszcze w 1990 roczna produkcja wina wynosiła 2,9 mln hl, by stopnieć do  1,2 mln hl w 2010. Perspektywy dla winiarstwa w Bułgarii są jednak dobre, gdyż dawne państwowe wytwórnie zostały sprywatyzowane, a ciągle niskie koszty produkcji przyciągnęły inwestorów, zarówno w nasadzenia, jak i przetwórnie. Kraj korzystał również z programów pomocowych Unii Europejskiej. Zarządzanie utrudnia jeszcze duże rozdrobnienie winnic. W 2007 dokonano oficjalnej klasyfikacji, wprowadzono oznaczenie controliran i podzielono kraj na 47 regionów winiarskich, a producenci coraz baczniejszą uwagę zwracają na jakość.

## Warunki uprawy

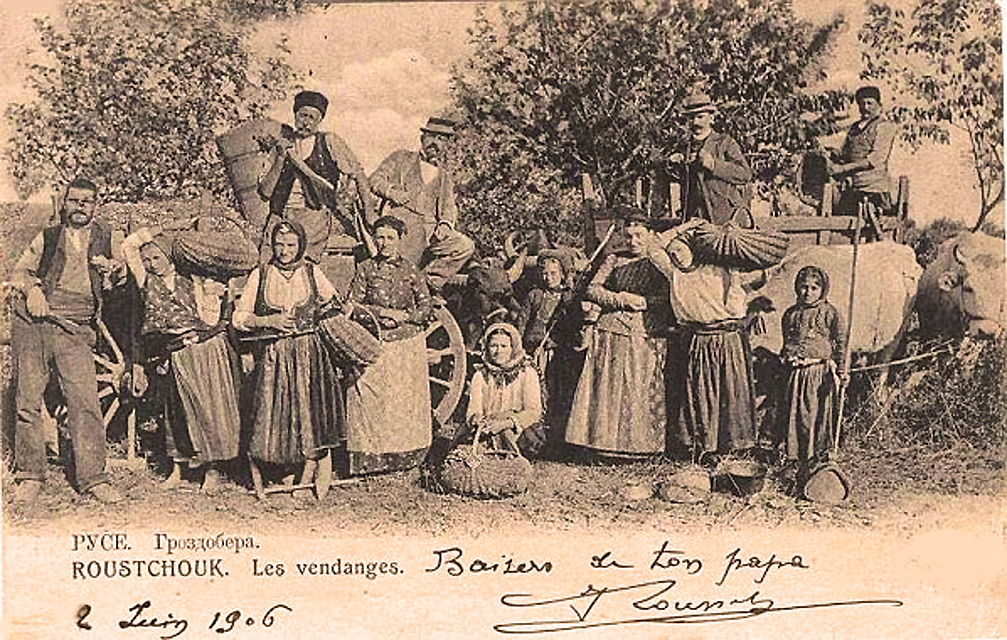
Winobranie w Ruse

W kraju panuje klimat kontynentalny, łagodniejszy we wschodniej części ze względu na wpływ Morza Czarnego. Roczna suma opadów wynosi od 470 do 950 mm. Pod uprawę przeznacza się przede wszystkim tereny w dolinach rzek (np. Dunaju i Maricy), duże połacie rozciągają się również na nizinach we wschodniej części Bułgarii. Coraz częściej zakłada się winnice na stokach.
Regiony winiarskie:
- Region Czarnomorski (Czernomorski Rajon) (wschód: Burgas, Razgrad, Tyrgowiszte)
- Równina Naddunajska (Dunawska Rawnina) (północny zachód: Plewen, Widyń)
- Nizina Tracka (Trakijska Nizina) (południe: m.in. Płowdiw, Stara Zagora)
- Region Podbałkański (Podbałkanski Rajon) (Sliwen)
- Dolina Strumy (Dolinata na Struma) (południowy zachód: Błagojewgrad, Kiustendił, Petricz)

## Szczepy winorośli
W Bułgarii uprawia się przede wszystkim odmiany winorośli o ciemnej skórce. Międzynarodowe szczepy reprezentują m.in. cabernet sauvignon i merlot. Lokalne odmiany to m.in. pamid, gymza (miejscowe określenie kadarki), mavrud, rubin (krzyżówka nebbiolo i syraha) i melnik.
Winnice obsadzone białymi odmianami skupiają się na brunatnych glebach w pobliżu Morza Czarnego, choć zdarzają się także w innych regionach kraju. Popularnością cieszą się szczepy dimiat, rkatsiteli o gruzińskich korzeniach, ugni blanc, welschriesling, sauvignon blanc i chardonnay.